# Ciclismo nos Jogos Olímpicos de Verão de 2008 - Corrida por pontos feminino
A corrida por pontos feminina do ciclismo olímpico ocorreu em 18 de agosto no Velódromo Laoshan.

## Medalhistas
| Ouro   | NED Marianne Vos    |
| Prata  | CUB Yoanka González |
| Bronze | ESP Leire Olaberria |

## Formato da competição
As ciclistas percorrem uma distância de 25 km (100 voltas). A cada dez voltas, pontos são somados de acordo com a ordem de passagem (5 pontos para o primeiro, 3 pontos para o segundo, 2 pontos para o terceiro e 1 ponto para o quarto). Qualquer ciclista que puser uma volta no pelotão principal ganha 20 pontos, enquanto quem perde uma volta perde 20 pontos. A vencedora será o ciclista que obtiver mais pontos. Em caso de empate, a ordem de chegada define as posições.

## Resultados
| Pos. | Atleta                   | Pontos de Sprint | Voltas extras | Total de Pontos |
| ---- | ------------------------ | ---------------- | ------------- | --------------- |
|      | NED Marianne Vos         | 10               | 1             | 30              |
|      | CUB Yoanka González      | 18               | 0             | 18              |
|      | ESP Leire Olaberria      | 13               | 0             | 13              |
| 4    | COL María Luisa Calle    | 13               | 0             | 13              |
| 5    | UKR Lesya Kalitovska     | 10               | 0             | 10              |
| 6    | AUS Katherine Bates      | 10               | 0             | 10              |
| 7    | FRA Pascale Jeuland      | 8                | 0             | 8               |
| 8    | RUS Olga Slyusareva      | 8                | 0             | 8               |
| 9    | CAN Gina Grain           | 6                | 0             | 6               |
| 10   | CHN Li Yan               | 6                | 0             | 6               |
| 11   | GBR Rebecca Romero       | 3                | 0             | 3               |
| 12   | LTU Svetlana Pauliukaitė | 2                | 0             | 2               |
| 13   | CZE Lada Kozlíková       | 2                | 0             | 2               |
| 14   | ITA Vera Carrara         | 1                | 0             | 1               |
| 15   | HKG Wong Wan-Yiu         | 0                | 0             | 0               |
| 16   | ESA Evelyn García        | 0                | 0             | 0               |
| 17   | NZL Catherine Cheatley   | 0                | 0             | 0               |
| 18   | DEN Trine Schmidt        | 0                | 0             | 0               |
| 19   | KOR Lee Min-hye          | 0                | -2            | -40             |
|      | USA Sarah Hammer         |                  |               | DNF             |
|      | JPN Satomi Wadami        |                  |               | DNF             |
|      | GER Verena Jooß          |                  | -1            | DNF             |

- DNF: Não completou a prova